# Taimuraz Friev Naskidaeva
Taimuraz Friev Naskidaeva (Vladikavkaz, Ossètia del Nord, Rússia, 15 de setembre de 1986) és un esportista català d'origen rus que competeix en la modalitat de lluita lliure. És membre del Club de la Lluita Olímpica de la Mina, a Sant Adrià de Besòs.
Friev va esdevenir campió d'Espanya en tres ocasions (2013, 2014 i 2016) en la categoria de 84 quilos i va realitzar la seva primera participació en els Jocs Olímpics de 2016 en la de 74 kg.

## Biografia
Friev va néixer i es va criar a la capital d'Ossètia del Nord, considerada el bressol de la lluita olímpica. Va ser medallista mundial júnior amb Rússia, però als 24 anys va decidir emigrar a Catalunya amb la seva família per trobar feina.
Mentre buscava feina i després d'estar instal·lat durant un temps a Cornellà de Llobregat (juntament amb altres immigrants d'origen osseti), el 2011 va començar a visitar el Club de la Lluita Olímpica de la Mina de Sant Adrià de Besòs. Lesionat quan va arribar, allà van veure el seu potencial i van contactar amb la Federació Catalana de Lluita. Aquesta ho va comunicar a la Federació Espanyola de Lluita, i un any després li va ser concedida la doble nacionalitat.

## Trajectòria esportiva

### Competicions nacionals
- Campionat d'Espanya 2013 (San Javier, 84 kg) – Campió[5]
- Campionat d'Espanya 2014 (Madrid, 86 kg) – Campió[5]
- Campionat d'Espanya 2016 (San Javier, 74 kg) – Campió[5]

### Competicions nternacionals
- Campionat d'Europa 2013 (Tblisi, Lliure 84 kg) – 12è[6]
- Jocs del Mediterrani 2013 (Mersin, Lliure 74 kg) – 8è[6]
- Mundial 2013 (Budapest, Lliure 74 kg) – 5è[6][7]
- Campionat d'Europa 2014 (Vantaa, Lliure 74 kg) – 11è[6]
- Jocs Europeus 2015 (Bakú, Lliure 86 kg) – 9è[6]
- Mundial 2015 (Las Vegas, Lliure 86 kg) – 23è[7]
- Jocs Olímpics d'estiu 2016 (Rio de Janeiro, Lliure 74 kg) – 13è[6][8]